# Polyptychoides assimilis
Polyptychoides assimilis là một loài bướm đêm thuộc họ Sphingidae. Loài này có ở South và Đông Châu Phi, bao gồm Sudan. Một số tác giả xem nó là phân loài của Polyptychoides grayii.